# Emilio Magoni
Emilio Magoni, nome completo Vincenzo Emilio Magoni (Brescia, 18 luglio 1867 – Brescia, 27 febbraio 1922), è stato uno scultore e pittore italiano.

## Biografia
Figlio di Antonio, commesso di negozio e di Adelaide Frigerio, frequenta nel 1887 la scuola del nudo a Brescia, poi i corsi di scultura a Brera, dopo essersi aggiudicato la pensione biennale del Premio Brozzoni.
Partecipa, assieme ai maggiori artisti del tempo, alla Triennale di Brera nel 1891, a quella di Torino nel 1896 e ai principali concorsi dell'epoca. Nel 1909 vince il Premio Fumagalli a Milano.
Per alcuni anni si trasferisce a Roma e, in triade con Ettore Ximenes e Davide Calandra, partecipa al concorso per la realizzazione delle statue del Palazzo di Giustizia della città. 
Il suo stile è definito verista, scapigliato. Artista di acuta sensibilità sociale. Nelle sue opere (collezioni private) è spesso presente la denuncia delle condizioni degli emarginati e la sua ribellione verso la società.
Personalità poliedrica, aperta ad ogni sperimentazione. Otterrà la registrazione, nel 1912, del brevetto per paracadute e successivamente della torpediniera paracadute, presenta inoltre il progetto per la barca inaffondabile e lo studio per l'utilizzo delle onde marine.
Il 27 febbraio 1922, forse per la sua inesausta ricerca della perfezione artistica e per le precarie condizioni economiche, si suicida gettandosi sotto un carro di farina in movimento.

## Opere
A Brescia:
- Busto di Giuseppe Zanardelli alla sede del Credito Agrario Bresciano
- Busto di Giuseppe Tovini all'Università Cattolica del Sacro Cuore
- Busto di Massimo Bonardi nella tomba Bonardi-Cuzzetti al Cimitero Vantiniano
- Statua del Tempo al Mausoleo Deretti-Gadola al Cimitero Vantiniano
- Copia della stessa opera al Cimitero di Sant'Eufemia della Fonte
- Monumento ai Caduti di Sant'Eufemia della Fonte
- Bronzetto della Madonna della Pace davanti alla Chiesa di Santa Maria delle Grazie
- Busto di Gabriele Rosa all'Ateneo
- Busto di Marino Ballini a Palazzo Bargnani

In provincia di Brescia:
- Affresco della volta nella Parrocchiale di Ponte di Legno con Rosolino Bocchi (1907)
- Busto della contessa Ermellina Maselli Dandolo a fronte del palazzo municipale ad Adro
- Busto di Giuseppe Tovini nella piazza di Cividate Camuno
- Busto di Giuseppe Zanardelli al Municipio di Gardone Val Trompia
- Monumento ai Caduti a Bagnolo Mella
- Medaglia per il Senatore Ugo Da Como alla Casa del Podestà di Lonato
- Numerose altre sue opere sono presso collezioni private bresciane.